# Судобин, Григорий Николаевич
Григорий Николаевич Судобин — советский хозяйственный, государственный и политический деятель.

## Биография
Родился в 1927 году в деревне Соткино. Член КПСС.
Образование высшее (окончил Горьковский инженерно-строительный институт)
До 1958 гг. — инженер-строитель, прораб, руководящий работник строительства в системе МВД и Минсредмаша СССР.
- В 1958—1965 гг. — секретарь Северского горкома КПСС, секретарь Томского обкома КПСС.[1]
- В 1965—1972 гг. — начальник Управления МСПНГП СССР[1]
- В 1972—1987 гг. — заместитель министра строительства предприятий нефтегазовой промышленности СССР.[1]

За разработку и внедрение методов поточно-скоростного строительства ТКГП Уренгой—Помары—Ужгород, обеспечивших досрочный ввод его в эксплуатацию был в составе коллектива удостоен Государственной премии СССР в области науки и техники 1984 года.
C 1987 гг. — советник председателя АО «Роснефтегазстрой».
Почётный гражданин Нижегородской области.
Умер в 2018 году.